# Cassephyra inaequata
Cassephyra inaequata là một loài bướm đêm trong họ Geometridae.